# I Can Tell (King Harvest)
I Can Tell è il primo album studio del Gruppo musicale statunitense King Harvest, pubblicato nel 1971. 

## Tracce
1. I Can Tell
2. The Smile on Her Face
3. Going to the Country
4. Living with the Blues
5. Roosevelt and Ira Lee
6. Marty and the Captain
7. You and I
8. Motor Job
9. Think I Better Wait Till Tomorrow
10. Bookstore Blues